# Династический орден Альбрехта Медведя
Династический орден Альбрехта Медведя (нем. Hausorden Albrechts des Bären) — государственная награда германских княжеств, управлявшихся представителями династии Асканиев. 

## История и степени
Орден был основан 18 ноября 1836 года и назван в честь Альбрехта Медведя, легендарного представителя династии, тремя владетельными герцогами: Генрихом Ангальт-Кётенским, Леопольдом IV Фридрихом Ангальт-Дессауским и Александром Карлом Ангальт-Бернбургским. В дальнейшем (1863) все эти государства объединились в единое герцогство Ангальт.  
Первоначально орден имел три степени и орденскую медаль за заслуги в двух степенях:
- Большой крест
- Командор
- Рыцарь
- Золотая медаль за заслуги
- Серебряная медаль за заслуги

Уже в 1839 году была введена орденская цепь для первой степени ордена. В дальнейшем степени командора и кавалеры были в свою очередь разделены каждая на два класса, а в качестве дополнительного отличие стало практиковаться добавление алмазных знаков, мечей и корон. В конечном итоге, иерархия степеней ордена стала выглядеть так:
- Большой крест
- Командор 1-го класса
- Командор 2-го класса
- Рыцарь 1-го класса
- Рыцарь 2-го класса
- Золотая медаль за заслуги
- Серебряная медаль за заслуги

Каждая из пяти фактических степеней и каждая из двух медалей могли жаловаться в следующих вариантах: с короной и мечами, только с короной, только с мечами, без короны и мечей. К звезде ордена 1-й степени (Большой крест) также могли жаловаться отдельно алмазные знак.

## Внешний вид ордена
Орден Альбрехта Медведя отличал достаточно необычный внешний вид. Несмотря на его относительную новизну, орденским знакам, под влиянием характерного для романтизма увлечение Средневековьем, придали подчёркнуто старинные очертания. В итоге, знак ордена Альбрехта Медведя представлял собой золотой овал без драгоценных камней и без эмали с прорезным изображением медведя в короне и в ошейнике, взбирающегося вправо по стене с тремя бойницами и арочным проходом (то же изображение размещено на гербе Ангальта). Вокруг изображения — девиз религиозного содержания и надпись «ALBRECHT DER BAER REG. 1123 BIS 1170» («Альбрехт Медведь, правил с 1123 по 1170»).
Звезда ордена — восьмилучевая серебряная, либо в форме серебряного креста с золотой короной. В центре звезды, в обоих случаях, то же изображение, что и на знаке, но выполненное эмалью. 
Лента ордена темно-зеленая с широкими красными краями.

## История
Орден продолжал вручаться после Объединения Германии правителями Ангальта, причём особенно активно — в годы Первой мировой войны. Его получали солдаты и офицеры из Ангальта, сражавшиеся в составе немецкой армии. Ангальтцы в шутку называли золотую медаль за заслуги «медовым медведем», а серебряную — «полярным». После провозглашения Веймарской республики орден Альбрехта Медведя был упразднён, как государственная награда, но продолжает вручаться как династический орден дома Асканиев.